# Монастир Хоккі
Монасти́р Хо́ккі або Хо́ккі-дзі (яп. 法起寺, ほっきじ, МФА: [hok̚.kʲi d͡ʑi], «монастир заснування Закону») — буддистський монастир в Японії.  Належить секті Сьотоку.   Розташований за адресою: префектура Нара, містечко Ікаруґа, квартал Окамото 1873. Монастирський титул — гора Окамото.  Заснований 638 року. Головною святинею монастиря є статуя одинадцятиликої Каннон. До цінних пам'яток належать триярусна пагода (національний скарб Японії) і статуя бодгісаттви, що стоїть (важлива культурна пам'ятка Японії).
 Один з семи великих монастирів, які були засновані Принцом Сьотоку. З 1993 року зарахований до Світової спадщини ЮНЕСКО, як «пам'ятник буддійської культури».

## Історія

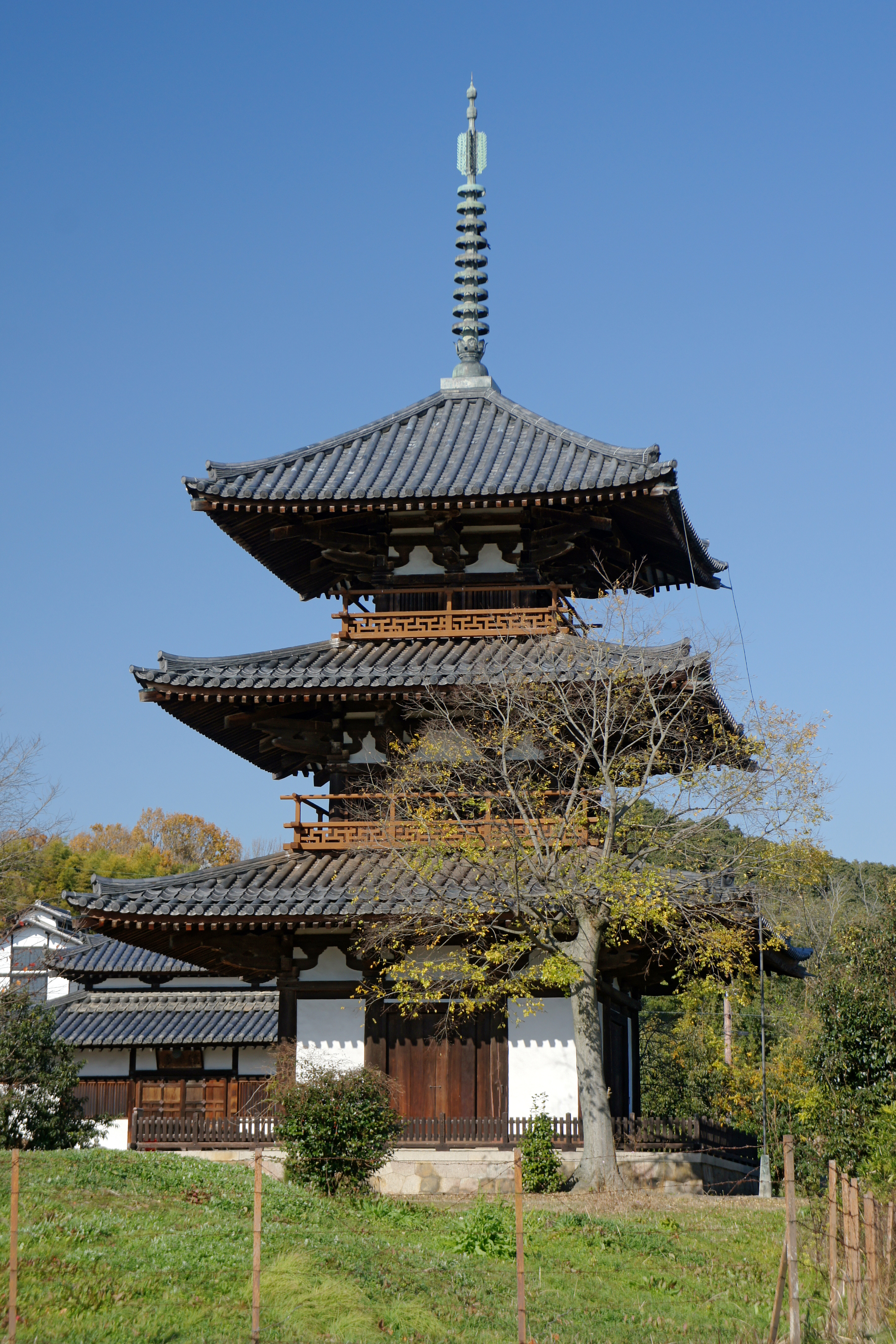
Триярусна паґода

Хоккідзі розташований у місті Ікаруґа, яке було стародавньою імператорською резиденцією. Район міста містить багато іниших старовинних храмів, що мають відношення до Принца Сьотоку, як то Хорюдзі. Хоккідзі розташований на північному-сході від східного архітектурного комплексу Хорюдзі, у передгір'ях Окаяма.
Проведені навколо земель монастиря розкопки, виявили залишки будівлі, стовпи якої були вкопані у землею (тобто не було ніякого кам'яного фундаменту), підтверджуючи, що інша будівля займала цю ділянку до побудови на ній Хоккідзі. Храм зведений так, що «золотий зал» і пагода вирівнюються уздовж східно-західної осі, подібно до західного комплексу Хорю-дзі. Проте, «золота зала» Хоккідзі знаходиться на заході, а башта — на сході. Цей вид розташування храму відомий як «стиль Хоккідзі».

## Культурне значення
Лише оригінальна будівля, що лишилася, — 24-метрова пагода, котра є найстарішою в Японії, вважається національним скарбом. Лекційний зал складається з 1694 кострукцій, а зал Сьотендо, із 1863.
Храм містить 3,5-метрову дерев'яну статую Авалокітешвари, створену наприкінці 10 століття. Її мідне зображення, створене в 11 столітті, наразі зберігається у Національному Музеї Нара.